# Berenguer de Anglesola
Berenguer de Anglesola (Gerona, 1340/1350 – Perpignano, 23 agosto 1408) è stato uno pseudocardinale spagnolo, creato dall'antipapa Benedetto XIII.

## Biografia
Nacque a Gerona tra il 1340 ed il 1350.
L'antipapa Benedetto XIII lo elevò al rango di (pseudo) cardinale nel concistoro del 21 dicembre 1397.
Morì il 23 agosto 1408 a Perpignano.

## Genealogia episcopale e successione apostolica
La genealogia episcopale è:
- Arcivescovo Garsías Fernández de Heredia
- Pseudocardinale Berenguer de Anglesola

La successione apostolica è:
- Vescovo Geraldo de Requeséns (1387)